# Neromia strigulosa
Neromia strigulosa là một loài bướm đêm trong họ Geometridae.